# میلادا هوراکووا
 میلادا هوراکووا (انگلیسی: Milada Horáková؛ ۲۵ دسامبر ۱۹۰۱ – ۲۷ ژوئن ۱۹۵۰) یک سیاستمدار چک و عضو نهضت مقاومت زیر زمینی چک در جنگ جهانی دوم بود. او قربانی جنایت قضایی حزب کمونیست به اتهام خیانت و توطئه شد. بسیاری از شخصیتهای برجست در غرب از جمله آلبرت اینیشتن و وینستون چرچیل برای جلوگیری از اعدام او بیانیه امضا کردند.
حکم او بوسیله یکی از ابتدایی ترین اشکال اعدام یعنی دار زدن اجرا شد و او پس از ۱۳ دقیقه آویزان بودن جان داد و بقایای او هرگز پیدا نشد.
رای محکومیت او پس از مرگ در سال ۱۹۶۸ ملغی شد و در دهه ۹۰ از او کاملا اعاده حیثیت گردید و نشان درجه یک توماس گریک مازاریک و نشان صلیب سفید مضاعف به او اهدا گردید.

## زندگی
میلادا (با نام خانوادگی کارلووا) در سال ۱۹۰۱ در منطقه‌ای که امروز بخشی از شهر پراگ است، متولد شد. او بسیار زود وارد فعالیت‌های اجتماعی و سیاسی شد تا جایی که در ۱۷ سالگی، به دلیل شرکت در اعتراضاتی علیه جنگ، از مدرسه اخراج شد. میلادا در سال ۱۹۲۶ از دانشگاه کارل پراگ در رشته حقوق فارغ‌التحصیل شد.
در زندگینامه‌هایی که درباره او منتشر شده، از دو شخصیت سیاسی به عنوان افراد تأثیرگذار در زندگی میلادا یاد شده است: توماش مازاریک، از بنیان‌گذاران چکسلواکی؛ و فرانتیشکا پلامینکووا، فعال سیاسی و یکی از بنیان‌گذاران شورای ملی زنان.
میلادا وقتی در ۲۳ سالگی می‌خواست در ساختمان پارلمان چکسلواکی توماش ماساریک را ببیند، به طور اتفاقی خانم پلامینکووا را دید و چندی بعد به یکی از اعضای پرنفوذ شورای ملی زنان تبدیل شد. یکی از حوزه‌هایی که در این دوره بسیار بر روی او اثر گذاشت، وضعیت مادرانی بود که فرزندانی خارج از ازدواج داشتند.
پس از فارغ‌التحصیلی، میلادا با بوهوسلاو هوراک ازدواج کرد که ویراستار و سپس سردبیر رادیو چکسلواکی بود. تنها فرزند آنان، یانا، در سال ۱۹۳۳ متولد شد. در همین سال‌ها بود که او به عضویت حزب سوسالیست ملی چکسلواکی درآمد.
در پی توافق مونیخ و قدرت گرفتن حزب نازی، فعالیت سیاسی میلادا هوراکووا زیرزمینی شد و چندی بعد، در سال ۱۹۴۰، او و همسرش دستگیر شدند و پس از دو سال بازداشت، با حکم اعدام و سپس ۸ سال زندان به اردوگاه تِرِزین منتقل شد و پس از آن از زندانی به زندانی دیگر در آلمان برده می‌شد. در همین زمان (۱۹۴۲)، دوست و همکار نزدیک او فرانتیشکا پلامینکووا در جریان انتقام‌گیری آدولف هیتلر به دلیل ترور راینهارد هایدریش اعدام شد.
پس از آزادسازی پراگ، میلادا در سال ۱۹۴۵ توسط ارتش آمریکا آزاد شد، به شهرش بازگشت و فعالیت سیاسی را این‌بار در سمت عضوی از مجلس ملی چکسلواکی از سر گرفت و بی‌وقفه برای آزادی زندانیان سیاسی تلاش کرد. اما در سال ۱۹۴۸، با قدرت گرفت حزب کمونیست در چکسلواکی، او از سمت خود به عنوان قانون‌گذار کناره‌گیری کرد؛ این حرکت اعتراضی در سالمرگ ماساریک انجام شد.

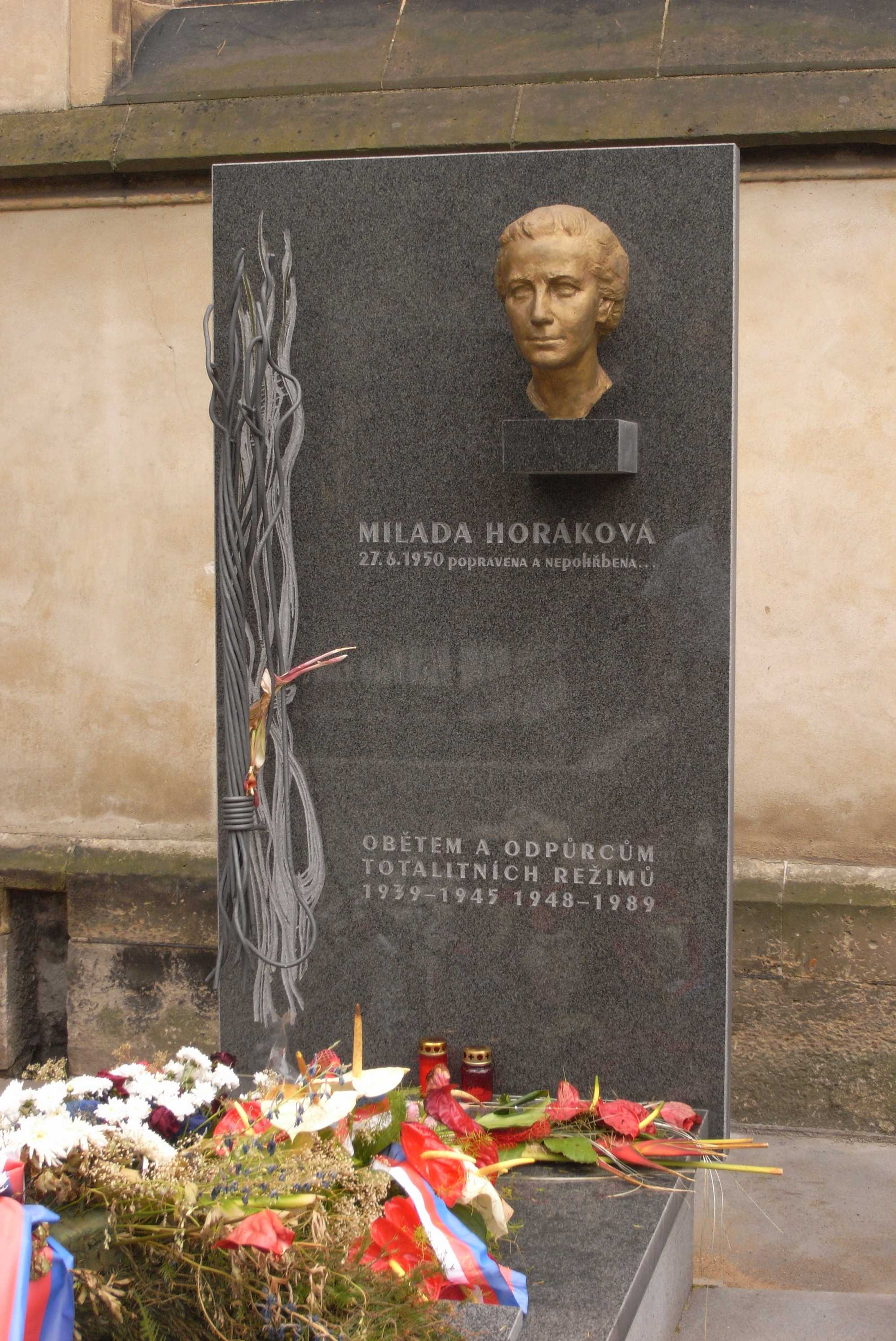
یادبود میلادا هوراکووا

یک‌سال بعد پرونده‌ای علیه او با موضوع تلاش برای براندازی تشکیل دادند و میلادا در ۴۸ سالگی بار دیگر دستگیر شد. پرونده او بخشی از داد‌گاه‌های جمعی مشهور آن سال‌ها بود که به تقلید از دادگاه‌های شوروی برگزار شد. مورخان چکی نوشته‌اند میلادا که در دادگاه نازی‌ها به‌آلمانی از خود دفاع کرد و حکم اعدامش را به هشت سال زندان تغییر داد، در دادگاه کمونیستی چکسلواکی، بر اساس اتهام‌هایی واهی محاکمه شد و از جمله ۴ نفری بود که به اعدام محکوم شدند.
اگرچه میلادا هوراکووا نمی‌خواست درخواست عفو کند، فرزند و وکیلش این درخواست را ارائه دادند. این حکم با واکنش بین‌المللی گسترده هم رو‌به‌رو شد. مشاهیر آن زمان، از آلبرت اینشتین تا وینستون چرچیل، به آن اعتراض کردند. این اعتراضات به نتیجه نرسید و میلادا در یک بامداد تابستانی، در زندان پانکراتس در پراگ، به دار آویخته شد و آن‌طور که گفته شده، پس از ۱۵ دقیقه درگذشت. جسد او سوزانده شد و خانواده‌اش هیچ‌گاه از محل دفن بقایای او مطلع نشدند.
از روزهای زندان او چند نامه باقی مانده که یکی از آن‌ها را حدود سه ساعت پیش از اعدام نوشته است. در بخشی از این واپسین‌نامه که میلادا خطاب به خانواده‌اش نوشته، چنین آمده است:
«خیلی گریه نکنید - خیلی هم دست نزنید- برای من بهتر است که این‌گونه بمیرم. قلب من مدت زیادی بدون آزادی دوام نمی‌آورد… پرنده‌ها در حال بیدار شدن‌اند، آفتاب طلوع می‌کند. من با سرِ بالاگرفته [سربلند] می‌روم...جای شرم ندارد. حتی دشمن هم اگر صادق باشد، احترام را کنار نمی‌گذارد. نبرد در به خاک افتادن است، و زندگی چیزی جز نبرد نیست.»
فیلم میلادا اثر دیوید مرنکا در سال ۲۰۱۷ بر اساس زندگی او ساخته شده‌است.